# Mein Freund ist Sauerländer
Mein Freund ist Sauerländer ist der Titel einer Compilation mit Rock- und Popbands aus dem Sauerland. Die erste CD unter diesem Motto erschien 1994, eine zweite 2006. Bekannt wurde vor allem das gleichnamige T-Shirt.

## Geschichte
Unter dem Motto Mein Freund ist Sauerländer erschien 1994 eine Compilation mit regionalen Rock- und Popbands. Für Aufsehen sorgte schon bald das gleichnamige T-Shirt, das eigentlich nur als Werbegag gedacht war, sich aber schnell verselbständigte. Der britische Radio-DJ John Peel trug das Shirt auf dem Cover einer Biografie, die kurz nach seinem Tod veröffentlicht wurde. Dies war 2006 der Anlass, die Aktion erneut ins Leben zu rufen. Einem Aufruf, sich mit dem T-Shirt fotografieren zu lassen, folgten unter anderem Menschen aus den USA und Neuseeland. Ein nigerianischer Fußballverein nutzte die Shirts als Trikots. 2009 schrieb die Süddeutsche Zeitung:

„Nordhessen, Münsterländer und Ostfriesen tragen sie, um der Region beizustehen.“

Für die zweite Auflage des Samplers wurde der Song Sauerland der Band Zoff am 26. Juli 2006 öffentlich neu eingesungen. Eine geplante Live-Übertragung des WDR scheiterte an einem Gewitter.
Ein Festival, das im Juli 2019 unten dem Motto Mein Freund ist Sauerländer in Brilon stattfinden sollte, wurde im Januar 2019 überraschend abgesagt.

## Titelliste

### Teil 1: 1994
1. Sturmschäden - Kunterbunt
2. 4 Murders - The Date

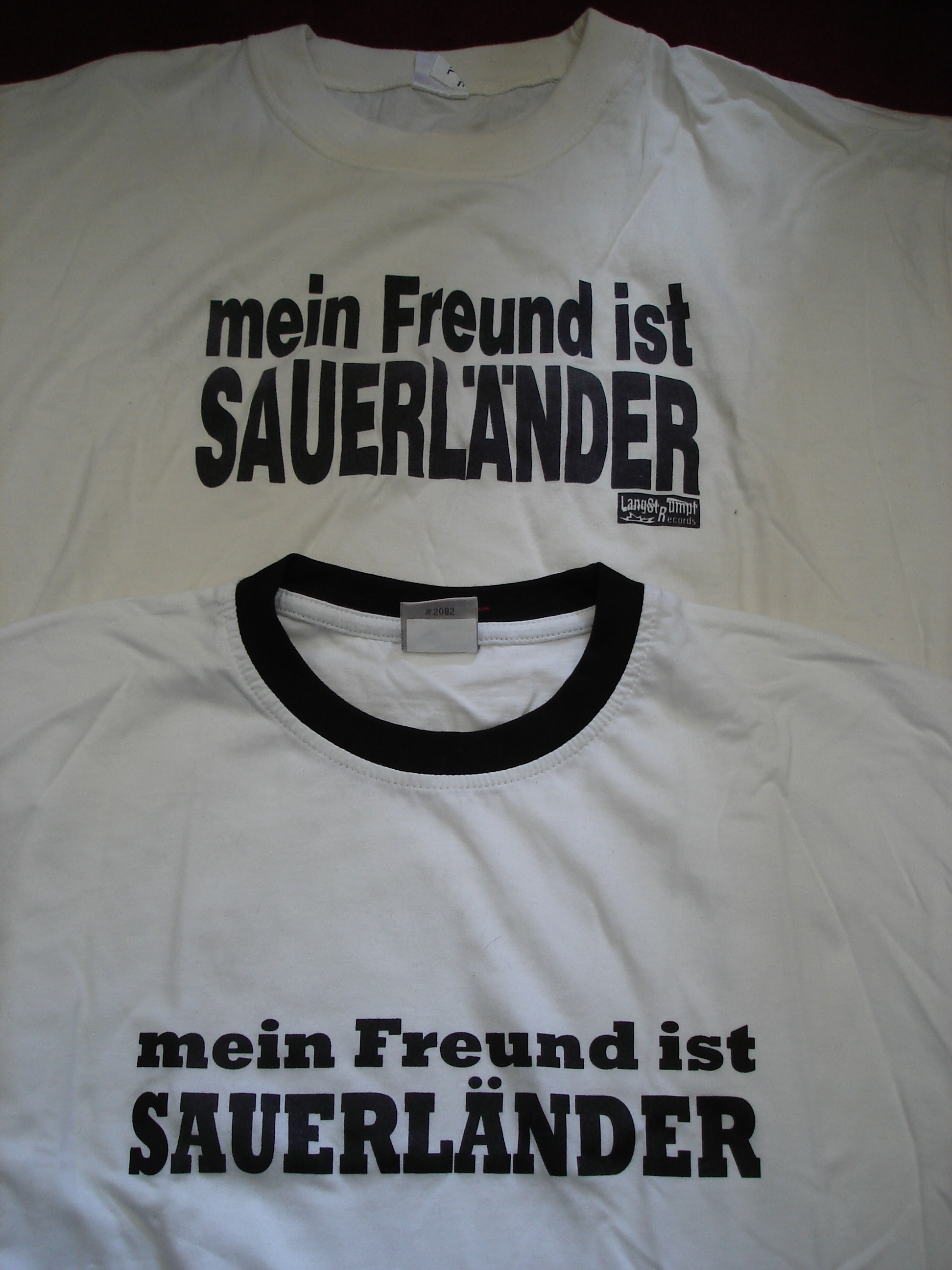
T-Shirts - Mein Freund ist Sauerländer

3. Am I Jesus - Hey What You Wanna Do
4. Collaps goes Western - Peter the Fatman
5. Verstörte Kids - Die Zeit
6. Nervous - Theatre of Life
7. Die Former - Sinnleben
8. Physical Presence - Coloured Dreams
9. Tine Flaig - The Lie
10. TroubleShootin - Kleiner Amerikaner
11. Tine Flaig - Running
12. Physical Presence - My Own World
13. Die Former - Gefühlsparodie
14. Nervous - Everyday
15. Verstörte Kids - Fremde Augen
16. Collaps goes Western - Lonesome Desperado
17. Am I Jesus - Hitchhiker
18. 4 Murders - Short While
19. Sturmschäden - Was soll ich hier

### Teil 2: 2006
1. Evenless - Another Time
2. Akanoid - On Air Again
3. Boris Gott - Katzen
4. Why Judy - Summer Camp
5. Wishless - Never Opened Door
6. Incest - Can’t Be with You
7. The Ceili Family - Fall Face First
8. Tryant - Someday
9. K.Baron - One Special Girl
10. Serpent Soul - Doomsday
11. Life Jacket Under Seat - All the Things I Ever Wanted
12. Audiokino - Ich will raus
13. Rosen und Gomorrha - Mary
14. Proud Of - Pay the Price
15. Rest In Peel - Teenage Kicks
16. Orden Ogan - To New Shores of Sadness
17. Moderate Pace - Bear the Blue
18. Dr. John Proktor - Anfang vom Ende
19. Borkenkäfer - Schnadegang
20. Kalle Kämpfe - Rock’N’Rolf
21. Custom Gauge - Special
22. Das Sauerland - Sauerland